# In taberna

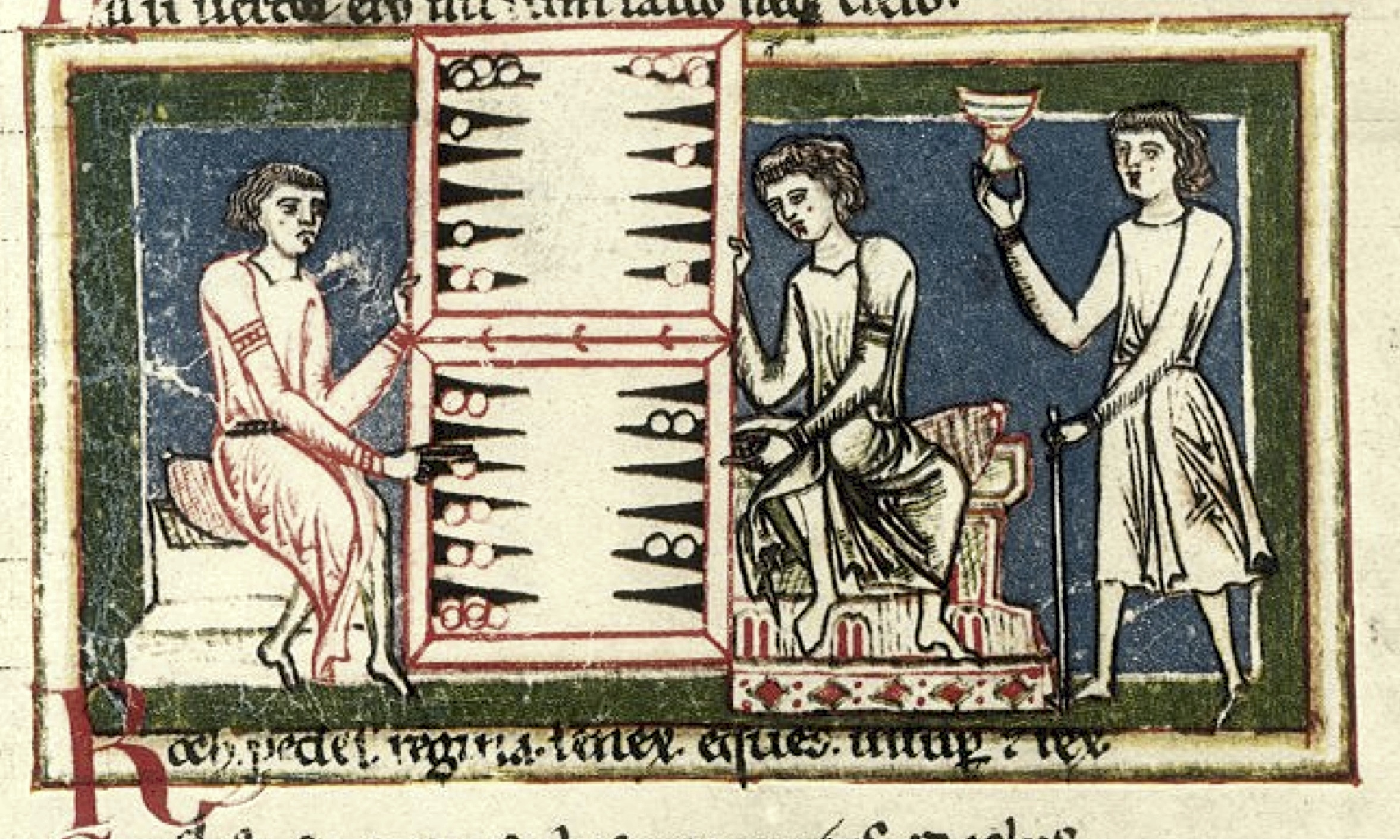
Juego y vino. Ludus duodecim scriptorum, parecido al chaquete.

In taberna quando sumus es un poema goliardo escrito en latín medieval a principios del siglo XIII que forma parte de la colección conocida como Carmina Burana.

## Origen
Carmina Burana (pronunciado /kármina/) es el título en latín de una colección de cantos de los siglos XII y XIII, que se han conservado en un único códice, encontrado en 1803 por Johann Christoph von Aretin, publicista, historiador, bibliotecario y abogado alemán, en la abadía de Bura Sancti Benedicti (Abadía de Benediktbeuern), en Baviera, Alemania; y que, en el transcurso de la secularización o desamortización, llegaron a la Biblioteca Estatal de Baviera, en Múnich. Johann Andreas Schmeller, lingüista y germanista alemán, fue quien dio el título Carmina Burana al conjunto de manuscritos en 1847, y el jurista alemán Michel Hofmann, director de los Archivos Estatales de Würzburgo, ayudó a Carl Orff a elegir veinticuatro canciones. Es con esta cantata que adquiere relevancia mundial a partir de 1937. E In taberna quando sumus, junto con O Fortuna son dos de sus composiciones más conocidas.

## Estructura
Este poema de arte menor, probablemente escrito en el siglo XII, está compuesto por octosílabos con rima consonante estructurados en siete estrofas de dos cuartetos pareados. A su vez las seis primeras estrofas están también agrupadas de dos en dos, dejando los dos cuartetos pareados finales, a modo de salida o cierre.

### Introducción
La primera estrofa es una captatio, donde el autor se ubica en primera persona en el lugar de la acción, la taberna, y pide atención a la audiencia usando una falacia circular: que si ha de hablar, que sea escuchado. El goliardo además se incluye entre los frecuentadores del espacio y despierta la curiosidad de la audiencia diciendo que va a explicar lo que allí sucede, que es digno de investigar. A renglón seguido describe las tres actividades principales que se dan lugar en la taberna: beber, apostar y realizar actividades licenciosas o desordenadas. Y los tres resultados que obviamente se pueden obtener: enriquecerse, morir o acabar desplumado, pero que gracias al vino ninguno siente temor de la muerte. 

### Parte central
El grueso del poema comienza con una larga enumeración de las personas por las que se brinda y bebe, donde se mezclan todo tipo de gentes y condiciones, para en la segunda parte, hacer esta relación menos una lista por puntos y más una relación de opuestos a través del uso de la anáfora (fragmento que podemos ver traducido más abajo). Si bien la hilaridad de la segunda parte es por los contrastes y porque generalizando da la impresión que todo el mundo bebe, en la enumeración inicial el humor viene dado porque es imposible brindar y beber, por muy santos y puros que sean los motivos, hasta quince veces sin acabar completamente beodo, pero además, es que esa enumeración se puede entender como lineal, pero también como exponencial, algunas traducciones lo traducen como el primer brindis, el segundo brindis, etc. y otras como brindemos tres veces, brindemos cuatro veces, brindemos cinco veces, etc. habiendo también algunas traducciones que consiguen mantener la ambigüedad.
| In taberna quando sumus en Latín | Traducción |
| --- | --- |
| (...)Bibit hera, bibit herus Bibit miles, bibit clerus bibit ille, bibit illa Bibit servus cum ancilla Bibit velox, bibit piger Bibit albus, bibit niger Bibit constans, bibit vagus Bibit rudis, bibit magus Bibit pauper et egrotus Bibit exul et ignotus Bibit puer, bibit canus Bibit presul et decanus Bibit soror, bibit frater Bibit anus, bibit mater Bibit ista, bibit ille Bibunt centum, bibunt mille(...) | Bebe la señora, bebe el señor, bebe el soldado, bebe el cura, bebe el hombre, bebe la mujer, bebe el siervo con la criada, bebe el rápido, bebe el lento, bebe el blanco, bebe el negro, bebe el perseverante, bebe el vago, bebe el ignorante, bebe el sabio. Bebe el pobre y el desvalido, bebe el desterrado y el desconocido, bebe el muchacho, bebe el anciano, bebe el presidente y el decano, bebe la hermana, bebe el hermano, bebe el viejo, bebe la madre, bebe éste, bebe aquél, beben cientos, beben miles. |

### Cierre
El poema, tras una última confesión a lo presto que se va el dinero por mucho que sea para quien bebe sin freno, por muy alegremente que se haga, cierra con una amenaza ingeniosa apelando a las sagradas escrituras un tanto blasfema: se usa una referencia bíblica diciendo que aquellos quienes les juzguen (a los que beben, a los que frecuentan las tabernas) no serán contados entre los justos ya que el último verso «et cum iustis non scribantur» es un eco del salmo 68, 29 de la Vulgata, que dice: «deleantur de libro viventium et cum iustis non scribantur»: «Que sean borrados de libro de la vida y no sean inscritos con los justos».

## Letra de Carl Orff
In taberna quando sumus,

non curamus quid sit humus,

sed ad ludum properamus,

cui semper insudamus.

Quid agatur in taberna

ubi nummus est pincerna,

hoc est opus ut queratur,

si quid loquar, audiatur.

Quidam ludunt, quidam bibunt,

quidam indiscrete vivunt.

Sed in ludo qui morantur,

ex his quidam denudantur

quidam ibi vestiuntur,

quidam saccis induuntur.

Ibi nullus timet mortem

sed pro Baccho mittunt sortem:

Primo pro nummata vini,

ex hac bibunt libertini;

semel bibunt pro captivis,

post hec bibunt ter pro vivis,

quater pro Christianis cunctis

quinquies pro fidelibus defunctis,

sexies pro sororibus vanis,

septies pro militibus silvanis.

Octies pro fratribus perversis,

nonies pro monachis dispersis,

decies pro navigantibus

undecies pro discordantibus,

duodecies pro penitentibus,

tredecies pro iter agentibus.

Tam pro papa quam pro rege

bibunt omnes sine lege.

Bibit hera, bibit herus,

bibit miles, bibit clerus,

bibit ille, bibit illa,

bibit servus cum ancilla,

bibit velox, bibit piger,

bibit albus, bibit niger,

bibit constans, bibit vagus,

bibit rudis, bibit magus.

Bibit pauper et egrotus,

bibit exul et ignotus,

bibit puer, bibit canus,

bibit presul et decanus,

bibit soror, bibit frater,

bibit anus, bibit mater,

bibit ista, bibit ille,

bibunt centum, bibunt mille.

Parum sexcente nummate

durant, cum immoderate

bibunt omnes sine meta.

Quamvis bibant mente leta,

sic nos rodunt omnes gentes

et sic erimus egentes.

Qui nos rodunt confundantur

et cum iustis non scribantur.

Io! (9×)